# Матава (Онтарио)
Матава (енгл. Mattawa) је градић у Канади у покрајини Онтарио. Према резултатима пописа 2011. у граду је живело 2.023 становника.

## Становништво
Према резултатима пописа становништва из 2011. у граду је живело 2.023 становника, што је за 1,0% више у односу на попис из 2006. када је регистровано 2.003 житеља.
| 2006. | 2011. |
| ----- | ----- |
| 2.003 | 2.023 |